# Clay Fighter
Clay Fighter — видеоигра в жанре пародийного файтинга, разработанная компанией Visual Concepts и выпущенная компаниями Interplay в ноябре 1993 года в США и Ocean в мае 1994 года в Европе для приставки Super Nintendo. В том же 1994 году компаниями Interplay и Tec Toy (в Южной Америке) переиздана для приставки Sega Genesis. В 2009 году стала доступна для Virtual Console Wii. Является первой игрой в серии Clay Fighter, в которой на 2011 год вышло пять игр и готовится к выпуску шестая.

## Сюжет и геймплей

На экране Blob (слева) и Tiny

Сюжет Clay Fighter предельно прост — 8 бойцов должны встретиться друг с другом, чтобы выяснить, кто из них сильнейший и завоевать титул короля цирка (англ. King of the circus).
Игра является пародией на файтинги, все её участники выполнены в мультяшном стиле и как бы сделаны из пластилина. На выбор участнику предоставлено 8 персонажей — снеговик Bad mr. Frosty, гибкая сахарная пластинка Taffy, каплеобразный кусок пластилина Blob, пародия на Элвиса Пресли Blue Suede Goo, злобный клоун Bonker, призрак с головой-тыквой Ickybod Clay, женщина-викинг Helga и здоровяк Tiny. У каждого из персонажей имеется свой набор (4-5 разных) специальных приёмов. Так, например, Блоб превращается в здоровенный сапог или диск от циркулярной пилы, снеговик катится на противника гигантским снежным комом, а Blue Suede Goo с воскликом «Hey, watch the hair, man» поражает оппонента взмахом своей причёски.
Clay Fighter имеет два режима игры: VS. Mode — игра двух игроков друг против друга и одиночный режим игры, в котором игроку предстоит сразиться по очереди со всеми доступными персонажами (с некоторыми даже дважды), а в финале встретиться с действующим Королём цирка — N. Boss.
Каждый поединок продолжается до двух побед одного из участников, то есть состоит максимум из 3 раундов. По умолчанию время на каждый раунд ограничено и отображается в нижней части экрана в виде бомбы со сгорающим постепенно шнуром.

## Критика
В большинстве рецензий, особенно в прессе 1990-х годов, игра получила крайне высокие оценки, хотя в современных отзывах они часто намного ниже. Так, на сайте-каталоге MobyGames средняя оценка на основе нескольких рецензий составляет 74/100 (для оригинальной версии на SNES), а на интернет-портале GameFAQs — 6,2/10.

### Рецензии
- В немецком журнале Super PRO в выпуске апрель/май 1994 года игра получила высокую оценку 90/100, в том числе 92/100 за графику, 86/100 за геймплей, 95/100 за музыку и особо высоко оценённые звуковые эффекты. Clay Fighter была названа хоть и уступающей вышедшему чуть ранее файтингу Street Fighter II Turbo, но всё же очень захватывающей и смешной, с удобным управлением, похожим на управление в Street Fighter II и замечательными звуковыми эффектами.[8]
- Другой немецкий журнал — Video Games[нем.] в февральском выпуске 1994 года оценил Clay Fighter в 75 %, из которых 80 % было поставлено графике игры, 65 % музыкальному оформлению и 76 % — звуковым эффектам. Игра была названа очень удачным пародийным файтингом, сравнимым с пародийной аркадой Parodius, однако достаточно быстро надоедающей и недостаточно разнообразной.[9]
- Коммерческая информационная база данных компьютерных игр Allgame поставила 3,5 звёздочки из 5 оригинальной игре на SNES и 3/5 версии на Sega Mega Drive. В рецензии сайта (для оригинальной игры) были отмечены хорошая прорисовка персонажей и фонов, но не особо качественная анимация движений и не очень удачное управление. В целом игра названа достаточно весёлой, но не настолько увлекательной, чтобы вернуться к ней после некоторого времени.[10]
- Достаточно низкую оценку 4/10 получили пластилиновые баталии на британском сайте IGN. По 4/10 получили звук и геймплей и 5/10 графика. По мнению рецензента, несмотря на интересную идею, игра получилась вялой и недостаточно удачной в графическом плане. Причём версия Clay Fighter на приставке Sega была названа ещё более худшей, чем оригинал на Nintendo.[11]

## Создатели
Clay Fighter стала четвёртой видеоигрой, выпущенной компанией Visual Concepts на SNES, после игр Desert Strike: Return to the Gulf, Taz-Mania и Madden NFL '94. Среди более поздних работ компании — Spot: The Cool Adventure (Game Boy, 1994 год), Claymates (SNES, 1994 год), Weaponlord (Genesis и SNES, 1995 год), Viewpoint (PlayStation, 1996 год), One (PlayStation, 1999 год), Ooga Booga (Dreamcast, 2001 год) и ряд спортивных игр для разных консолей — NHL 95, NHL 97, NBA 2K1, ESPN College Hoops, Major League Baseball 2K6, NHL 2K11 и другие.
Одним из создателей музыки и звуковых эфеектов игры Clay Fighter был Чарльз Динен — известный голландский композитор видеоигр, работавший также над музыкой и звуком к более чем 90 видеоиграм на различных игровых системах. В их числе — Golden Axe (1990 год), Back to the Future Part III (1991 год), Out of This World (1992 год), The Lost Vikings (1992 год), Conquest of the New World (1996 год), Enter the Matrix (2003 год), Black (2006 год), а также игры серий Descent³, Baldur’s Gate, Star Trek, Fallout и Need for Speed.

## Продолжения
Clay Fighter стала первой игрой в своей серии. В 1994 году на SNES вышел её ремейк Clay Fighter: Tournament Edition — фактически та же игра, с чуть изменённым оформлением меню и добавленным режимом игры Tournament — чемпионат. В конце того же года опять же на Super Nintendo вышло продолжение игры — Clay Fighter 2: Judgement Clay, и две игры появились в 1997 и 1998 годах соответственно на приставке Nintendo 64 — Clay Fighter 63 1/3 и Clay Fighter: Sculptor’s Cut.
Снеговик Bad mr. Frosty и Blob — являются единственными двумя персонажами, появившимися во всех пяти вышедших на 2011 год версиях игры.
В 2011 году на Nintendo DS должна выйти шестая часть игры — ClayFighter: Call of Putty.